# Peter Schuler
Peter Schuler (* 4. Januar 1942 in Ludwigshafen am Rhein) ist ein deutscher Politiker (CDU).

## Leben und Beruf
Nach der Volksschule absolvierte Peter Schuler eine Lehre zum Physiklaborant. 1964 erwarb er auf dem zweiten Bildungsweg das Abitur und studierte an der Pädagogischen Hochschule in Worms. Von 1967 bis 1975 war er als Lehrer tätig. 1989 wurde Schuler mit dem Bundesverdienstkreuz 1. Klasse ausgezeichnet.

## Politik
Schuler war 1967/68 Landesvorsitzender des Rings Christlich-Demokratischer Studenten und von 1969 bis 1975 Mitglied des Landesvorstands der Jungen Union. Von 1972 bis 1994 wurde er in den Verbandsgemeinderat der Verbandsgemeinde Waldsee gewählt, in dem er ab 1974 den Vorsitz der CDU-Fraktion innehatte. 1975 wurde er Abgeordneter des rheinland-pfälzischen Landtags, dem er bis 2001 angehörte. Dort war er von 1996 bis zu seinem Ausscheiden aus dem Parlament Landtagsvizepräsident. Ab 1994 war er Kreisvorsitzender der CDU Ludwigshafen-Land.

## Auszeichnungen
- 1983: Verdienstkreuz am Bande der Bundesrepublik Deutschland
- 1989: Verdienstkreuz 1. Klasse der Bundesrepublik Deutschland
- 2002: Großes Verdienstkreuz der Bundesrepublik Deutschland